# Себастьян Люксембургский
Себастьен Анри Мария Гийом (люкс. Sébastien vu Lëtzebuerg, фр. Sébastien de Luxembourg, нем. Sébastien  von Luxemburg, 16 апреля 1992, Люксембург) — принц Люксембурга, Нассау и Пармы, сын правящего герцога Анри и Марии-Терезы Местре. Является восьмым в списке наследования трона Люксембурга.

## Биография
Себастьян появился на свет 16 апреля 1992 года в роддоме имени великой герцогини Шарлотты в столице Люксембурга. Он стал самым младшим, пятым ребенком и четвертым сыном в семье наследного великого герцога Анри и его супруги Марии-Терезы Местре. Крестными новорожденного стали: его старший брат Гийом и Астрид, принцесса Бельгийская. Себастьян имеет трех старших братьев: Гийома, Феликса и Луи и сестру Александру.
Учился в школе Ангельсберга, Международной школе Святого Георгия, Summer Fields School в Оксфорде и колледже Амплфорта. В 2011 году окончил Международную школу в Люксембурге. В настоящее время получает степень бакалавра по маркетингу и коммуникациям в университете США.
Свободно владеет люксембургским, английским, немецким и французским языками. Хорошо говорит на испанском языке.
Любит путешествовать и открывать для себя новые культуры. Интересуется искусством.
Любит заниматься спортом. Предпочитает альпинизм, лыжи и регби.